# 舍夫琴科韋 (羅茲迪利納區)
46°56′28″N 30°5′49″E / 46.94111°N 30.09694°E
舍夫琴科韋（烏克蘭語：Шевченкове）是位於烏克蘭西南部的村莊，由敖德萨州羅茲季利納區的羅茲季利納市鎮負責管轄。該村始建於1896年，面積0.54平方公里，海拔高度98米，2001年人口38，人口密度每平方公里69.98人。